# آکسفوردین
| سامانه  | ردیف  | اشکوب      | میلیون سال  |
| ------- | ----- | ---------- | ----------- |
| کرتاسه  | پیشین | بریاسین    | → پیش از آن |
| ژوراسیک | پسین  | تیتونین    | ۱۴۵٫۰–۱۵۲٫۱ |
| ژوراسیک | پسین  | کیمریجین   | ۱۵۲٫۱–۱۵۷٫۳ |
| ژوراسیک | پسین  | آکسفوردین  | ۱۵۷٫۳–۱۶۳٫۵ |
| ژوراسیک | میانه | کالووین    | ۱۶۳٫۵–۱۶۶٫۱ |
| ژوراسیک | میانه | باتونین    | ۱۶۶٫۱–۱۶۸٫۳ |
| ژوراسیک | میانه | باجوسین    | ۱۶۸٫۳–۱۷۰٫۳ |
| ژوراسیک | میانه | آلنین      | ۱۷۰٫۳–۱۷۴٫۱ |
| ژوراسیک | پیشین | توآرسین    | ۱۷۴٫۱–۱۸۲٫۷ |
| ژوراسیک | پیشین | پلینسباخین | ۱۸۲٫۷–۱۹۰٫۸ |
| ژوراسیک | پیشین | سینمورین   | ۱۹۰٫۸–۱۹۹٫۳ |
| ژوراسیک | پیشین | هتانجین    | ۱۹۹٫۳–۲۰۱٫۳ |
| تریاس   | پسین  | راتین      | → پس از آن  |

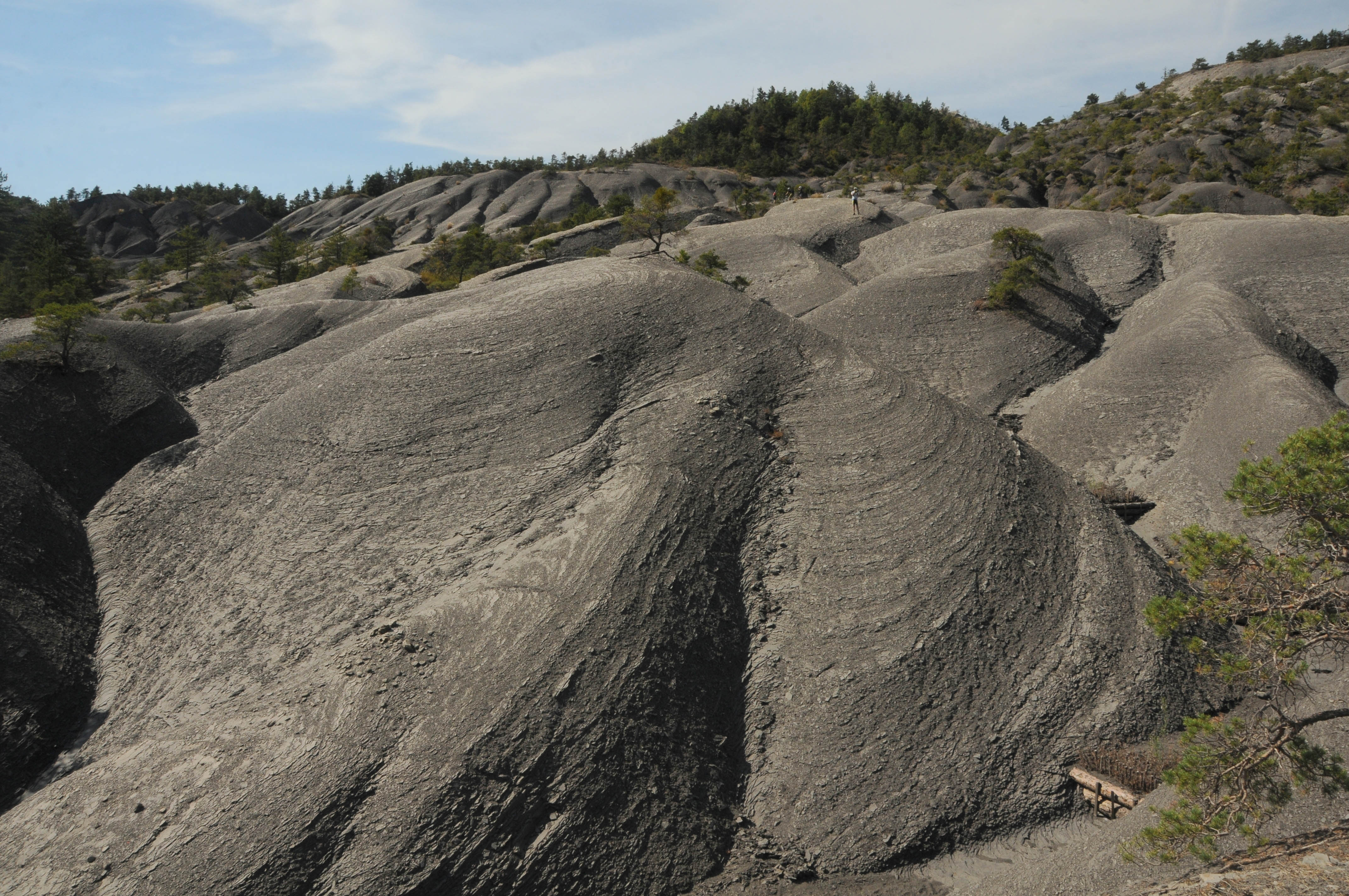
چینه‌های متعلق به عصر آکسفوردین

آکسفوردین (انگلیسی: Oxfordian) در مقیاس زمانی زمین‌شناسی، اشکوب زیرین یا نخستین عصر از دور ژوراسیک پسین به‌شمار می‌رود. آکسفوردین در ستون چینه‌شناسی پس از اشکوب کالووین و پیش از کیمریجین جای می‌گیرد. عصر آکسفوردین از حدود ۴ ± ۱۶۳٫۵ میلیون سال پیش آغاز شده و تا حدود ۴ ± ۱۵۷٫۳ میلیون سال پیش ادامه یافت.

## نام‌گذاری
نام اشکوب آکسفوردین از آکسفورد انگلستان گرفته شده است. این نام در سال ۱۸۲۷ توسط الکساندر برونگنیارت به مجامع علمی معرفی شد.